# Cher Lloyd

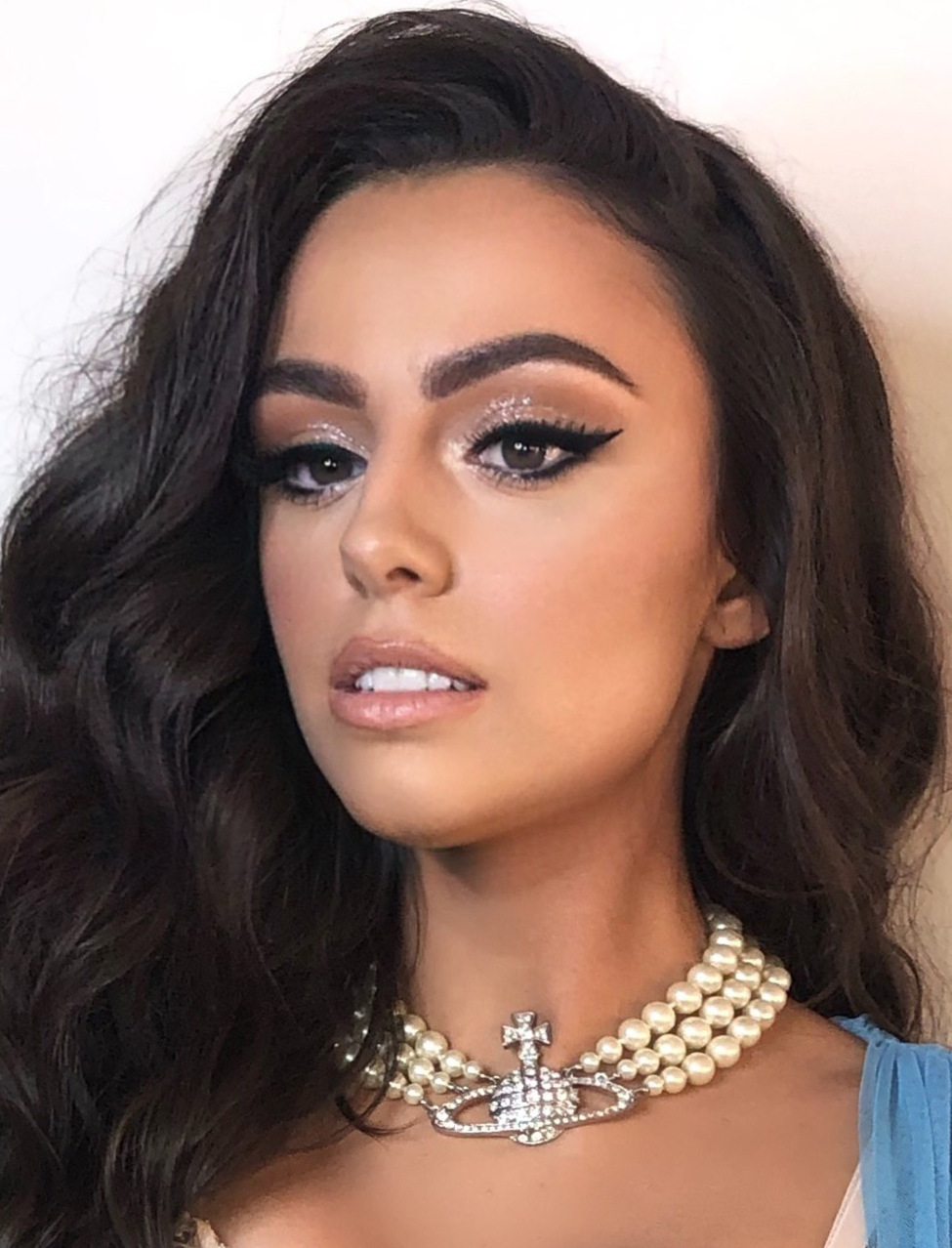
Cher Lloyd (2020)

Cher Lloyd (* 28. Juli 1993 in Malvern) ist eine britische Sängerin, die 2010 durch die britische Ausgabe der Castingshow The X Factor bekannt wurde.

## Privatleben
Lloyd wurde 1993 in der englischen Grafschaft Worcestershire geboren und wuchs dort mit drei Geschwistern auf. Über ihre Mutter stammt sie von dem Volk der Roma ab. Am 18. November 2013 heiratete sie ihren drei Jahre älteren Verlobten, den Friseur Craig Monk.

## Karriere

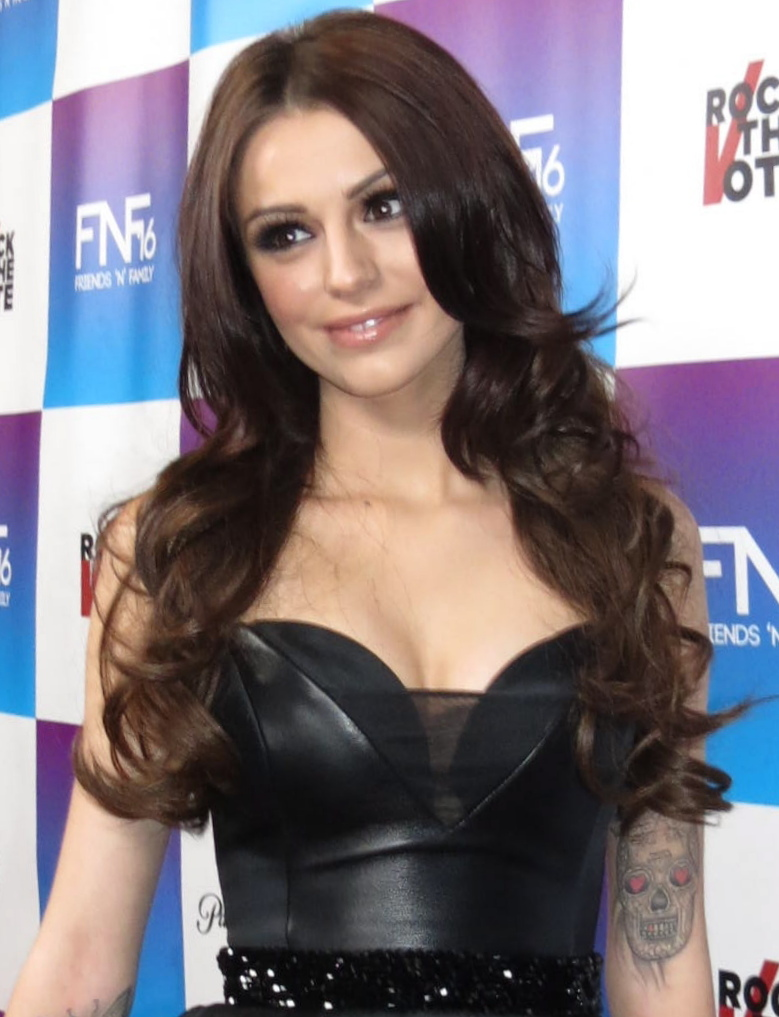
Cher Lloyd (2013)

Nach zwei erfolglosen Bewerbungen bei X Factor beschloss Cher Lloyd einen anderen Musikstil zu wählen. Sie erreichte 2010 das Finale der Castingshow und wurde Vierte. Nach dem Ende der Show unterschrieb sie einen Plattenvertrag bei SycoMusic.
Ihre erste Single Swagger Jagger wurde im Juli 2011 in Großbritannien veröffentlicht, wo sie sofort Platz eins der Charts erreichte. Das Album Sticks and Stones, an dem Produzenten wie RedOne mitarbeiteten, erschien im November 2011 in Großbritannien. Auf dem Album sind zahlreiche Kollaborationen mit bekannten Musikern wie Busta Rhymes, Mike Posner, Ghetts, Mic Righteous und Dot Rotten enthalten. With Ur Love, ein Duett mit Mike Posner, wurde im Oktober 2011 in Großbritannien veröffentlicht und erreichte dort Platz vier der Charts.
Mit der Single Want U Back begann ihr Erfolg auch in den Vereinigten Staaten, wo es das Lied bis auf Platz 12 der Single- und auf Platz fünf der Digital-Charts schaffte. Im Oktober 2012 wurde schließlich die US-Version ihres Albums Sticks and Stones veröffentlicht. Diese beinhaltet auch die am selben Tag veröffentlichte neue Single Oath, die Lloyd zusammen mit der Rapperin Becky G aufgenommen hat und die von Dr. Luke produziert worden war. Im Mai 2013 war sie als Gaststar in der Fernsehserie Big Time Rush zu sehen. Auf Demi Lovatos viertem Album Demi ist Lloyd bei Really Don’t Care zu hören. 
I Wish wurde die erste Single aus ihrem kommenden Album. Das Lied ist eine Zusammenarbeit mit dem US-amerikanischen Rapper T.I. und wurde Ende August 2013 veröffentlicht. Die Veröffentlichung des Albums Sorry I’m Late wurde auf Anfang 2014 verschoben.  Im Vorfeld der Veröffentlichung wurden die Promo-Singles Dirty Love und Human bei MTV vorgestellt. Die zweite Single aus Sorry I’m Late mit dem Titel Sirens wurde im März 2014 veröffentlicht. Das Video zum Song, das im April veröffentlicht wurde, zeigt Lloyd, wie sie die Polizei wegen ihres Freundes ruft, der Drogen verkauft. Das Album erschien im Mai 2014 und erreichte Platz 23 der australischen Charts.

## Diskografie

### Alben
| Jahr | Titel             | Höchstplatzierung, Gesamtwochen, AuszeichnungChartplatzierungen (Jahr, Titel, Platzierungen, Wochen, Auszeichnungen, Anmerkungen) | Höchstplatzierung, Gesamtwochen, AuszeichnungChartplatzierungen (Jahr, Titel, Platzierungen, Wochen, Auszeichnungen, Anmerkungen) | Höchstplatzierung, Gesamtwochen, AuszeichnungChartplatzierungen (Jahr, Titel, Platzierungen, Wochen, Auszeichnungen, Anmerkungen) | Anmerkungen                                                                             |
| Jahr | Titel             | DE | UK | US | Anmerkungen                                                                             |
| ---- | ----------------- | --- | --- | --- | --------------------------------------------------------------------------------------- |
| 2011 | Sticks and Stones | — | UK4 Gold · (17 Wo.)UK | US9 (22 Wo.)US | Erstveröffentlichung: 19. November 2011 Weitere Veröffentlichung: 2. Oktober 2012 (USA) |
| 2014 | Sorry I’m Late    | — | UK21 (1 Wo.)UK | US12 (4 Wo.)US | Erstveröffentlichung: 27. Mai 2014                                                      |

### Singles
| Jahr | Titel Album                      | Höchstplatzierung, Gesamtwochen, AuszeichnungChartplatzierungen (Jahr, Titel, Album, Platzierungen, Wochen, Auszeichnungen, Anmerkungen) | Höchstplatzierung, Gesamtwochen, AuszeichnungChartplatzierungen (Jahr, Titel, Album, Platzierungen, Wochen, Auszeichnungen, Anmerkungen) | Höchstplatzierung, Gesamtwochen, AuszeichnungChartplatzierungen (Jahr, Titel, Album, Platzierungen, Wochen, Auszeichnungen, Anmerkungen) | Anmerkungen                                                            |
| Jahr | Titel Album                      | DE | UK | US | Anmerkungen                                                            |
| ---- | -------------------------------- | --- | --- | --- | ---------------------------------------------------------------------- |
| 2011 | Swagger Jagger Sticks and Stones | — | UK1 Silber · (15 Wo.)UK | — | Erstveröffentlichung: 13. August 2011                                  |
| 2011 | With Ur Love Sticks and Stones   | — | UK4 Silber · (9 Wo.)UK | — | Erstveröffentlichung: 12. November 2011 feat. Mike Posner oder Juicy J |
| 2012 | Want U Back Sticks and Stones    | — | UK25 Gold · (12 Wo.)UK | US12* ×2Doppelplatin · (20 Wo.)US | Erstveröffentlichung: 21. Januar 2012 feat. Astro / * ohne Astro       |
| 2012 | Oath Sticks and Stones           | — | — | US73 Gold · (2 Wo.)US | Erstveröffentlichung: 2. Oktober 2012 feat. Becky G                    |
| 2014 | Sirens Sorry I’m Late            | — | UK41 (2 Wo.)UK | — | Erstveröffentlichung: Juli 2014                                        |

Weitere Singles
- 2013: I Wish (feat. T.I.)
- 2016: Activated
- 2018: None of My Business
- 2019: M.I.A

### Als Gastmusikerin
| Jahr | Titel Album            | Höchstplatzierung, Gesamtwochen, AuszeichnungChartplatzierungen (Jahr, Titel, Album, Platzierungen, Wochen, Auszeichnungen, Anmerkungen) | Höchstplatzierung, Gesamtwochen, AuszeichnungChartplatzierungen (Jahr, Titel, Album, Platzierungen, Wochen, Auszeichnungen, Anmerkungen) | Höchstplatzierung, Gesamtwochen, AuszeichnungChartplatzierungen (Jahr, Titel, Album, Platzierungen, Wochen, Auszeichnungen, Anmerkungen) | Anmerkungen                                                           |
| Jahr | Titel Album            | DE | UK | US | Anmerkungen                                                           |
| ---- | ---------------------- | --- | --- | --- | --------------------------------------------------------------------- |
| 2010 | Heroes –               | — | UK1 (7 Wo.)UK | — | Erstveröffentlichung: 4. Oktober 2010 mit den X Factor Finalists 2010 |
| 2013 | Rum and Raybans –      | DE99 (1 Wo.)DE | — | — | Erstveröffentlichung: 18. Januar 2013 Sean Kingston feat. Cher Lloyd  |
| 2014 | Really Don’t Care Demi | — | UK92 Silber · (1 Wo.)UK | US26 ×2Doppelplatin · (18 Wo.)US | Erstveröffentlichung: 30. Juni 2014 Demi Lovato feat. Cher Lloyd      |

Weitere Gastbeiträge
- 2018: 4U (Joakim Molitor feat. Cher Lloyd)
- 2019: Don’t Lose Love (Quintino & Afsheen feat. Cher Lloyd)

## Auszeichnungen für Musikverkäufe
| Goldene Schallplatte - Irland - 2011: für das Album Sticks and Stones - Neuseeland - 2014: für die Single I Wish - 2024: für das Album Sticks and Stones - Schweden - 2014: für die Single Really Don’t Care | Platin-Schallplatte - Australien - 2012: für die Single Want U Back - 2013: für die Single With Ur Love - 2023: für die Single Really Don’t Care - Brasilien - 2024: für die Single Really Don’t Care - Neuseeland - 2012: für die Single Want U Back - 2013: für die Single Oath - 2014: für die Single With Ur Love - 2024: für die Single Really Don’t Care - Norwegen - 2021: für die Single Really Don’t Care |

Anmerkung: Auszeichnungen in Ländern aus den Charttabellen bzw. Chartboxen sind in ebendiesen zu finden.
| Land/RegionAuszeichnungen für Musikverkäufe (Land/Region, Auszeichnungen, Verkäufe, Quellen) | Silber     | Gold     | Platin       | Verkäufe  | Quellen                           |
| -------------------------------------------------------------------------------------------- | ---------- | -------- | ------------ | --------- | --------------------------------- |
| Australien (ARIA)                                                                            | —          | —        | 3× Platin3   | 210.000   | aria.com.au                       |
| Brasilien (PMB)                                                                              | —          | —        | Platin1      | 60.000    | pro-musicabr.org.br               |
| Irland (IRMA)                                                                                | —          | Gold1    | —            | 7.500     | irishcharts.ie                    |
| Neuseeland (RMNZ)                                                                            | —          | 2× Gold2 | 4× Platin4   | 90.000    | aotearoamusiccharts.co.nz NZ2 NZ3 |
| Norwegen (IFPI)                                                                              | —          | —        | Platin1      | 60.000    | ifpi.no                           |
| Schweden (IFPI)                                                                              | —          | Gold1    | —            | 20.000    | Einzelnachweise                   |
| Vereinigte Staaten (RIAA)                                                                    | —          | Gold1    | 4× Platin4   | 4.500.000 | riaa.com                          |
| Vereinigtes Königreich (BPI)                                                                 | 3× Silber3 | 2× Gold2 | —            | 1.100.000 | bpi.co.uk                         |
| Insgesamt                                                                                    | 3× Silber3 | 7× Gold7 | 13× Platin13 |           |                                   |